# Rhizophydium biporosum
Rhizophydium biporosum är en svampart som först beskrevs av Couch, och fick sitt nu gällande namn av D.J.S. Barr 1973. Rhizophydium biporosum ingår i släktet Rhizophydium och familjen Rhizophydiaceae.   Inga underarter finns listade i Catalogue of Life.